# 胡正民
胡正民（1937年8月5日—2022年12月28日），男，安徽濉溪人，生于北京，中国土木工程专家、教育家，曾任西南交通大学党委书记、校长。

## 生平
1956年9月考入唐山铁道学院（今西南交大），1960年6月从桥梁结构工程专业毕业并留校任教。1983年9月起任西南交通大学校长助理、副校长。1987年到中共中央党校进修。1989年6月－1995年5月任苏州铁道师范学院党委书记、院长。1995年5月－1997年12月任西南交通大学校长、党委副书记，1997年12月－1999年3月任党委书记。2004年10月退休。